# Soglio (Zwitserland)

Soglio (Reto-Romaans: Suogl; Duits (verouderd): Sils im Bergell; Lombardisch: Soeuj)  is een plaats en voormalige gemeente in het Zwitserse bergdal Val Bregaglia en behoort tot het kanton Graubünden.
Het dorp ligt op een berghelling boven de rivier de Maira, op korte afstand van de Zwitser-Italiaanse grens. Soglio ligt te midden van dichte bossen en behoort tot de meest authentieke Zwitserse dorpen. Het werd door de schilder Giovanni Segantini dan ook Soglia del paradiso genoemd (drempel van het paradijs). Naast de kleine bergwoningen telt het dorp ook nog vijf grote paleizen die dateren van de 16de tot 18de eeuw.
Bijzonder fraai is het uitzicht van Soglio richting het zuiden. Hier ligt het woeste Val Bondasca met de vergletsjerde Pizzo Badile (3367 m).

## Geboren
- Bertha Wegmann (1847-1926), Deens kunstenares

## Foto's

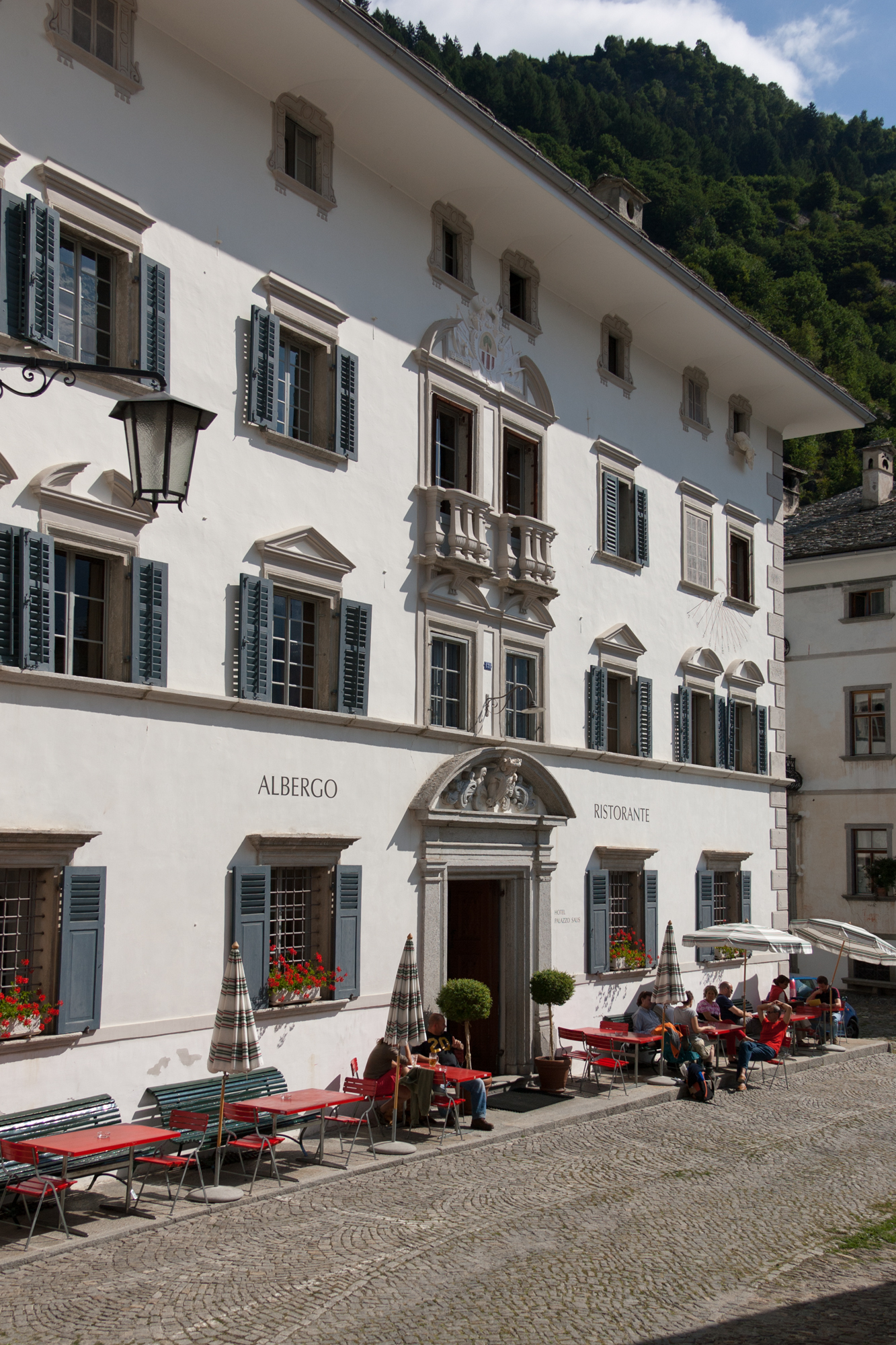
Palazzo Salis
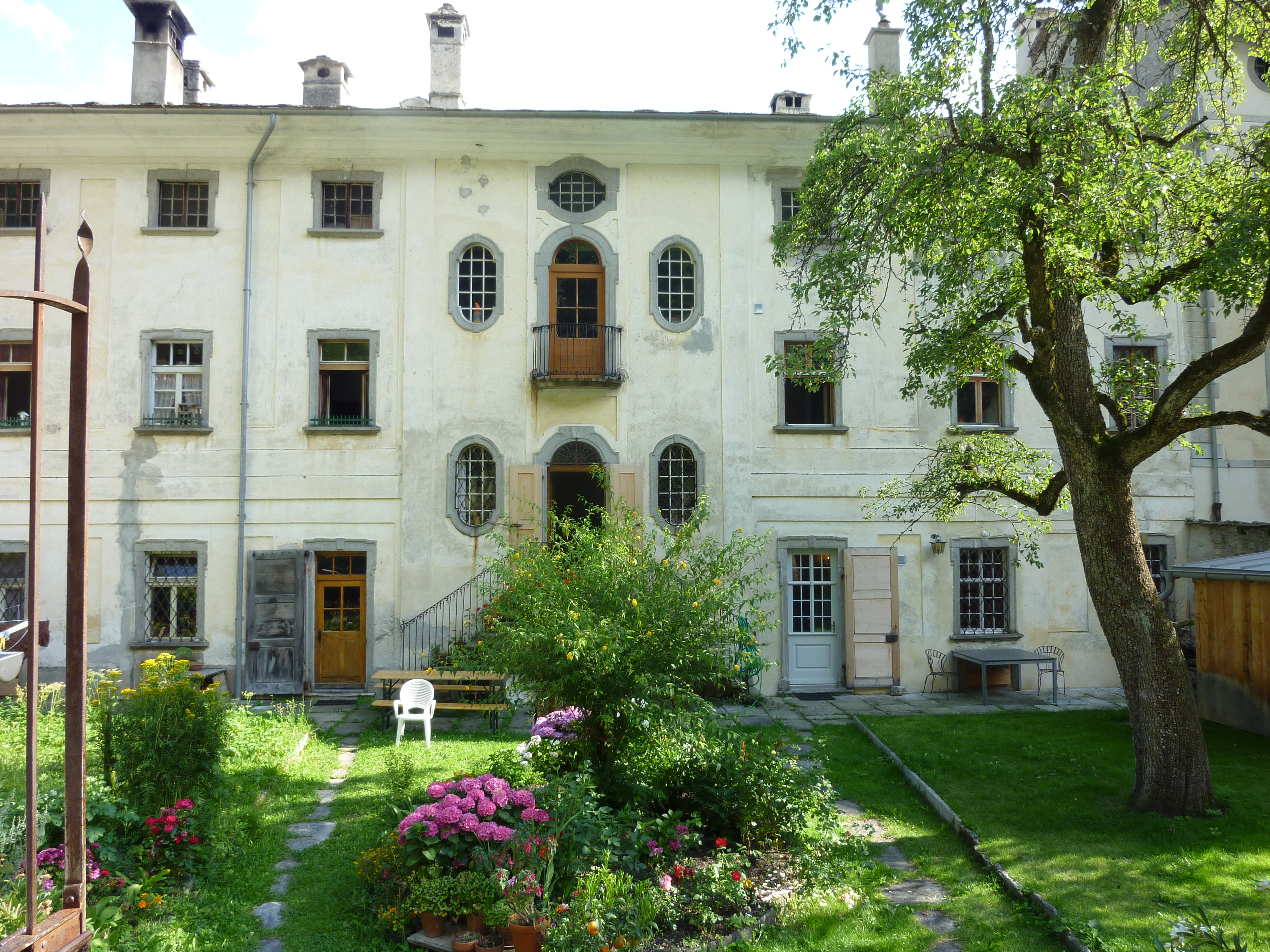
Palazzo Salis (achterkant)
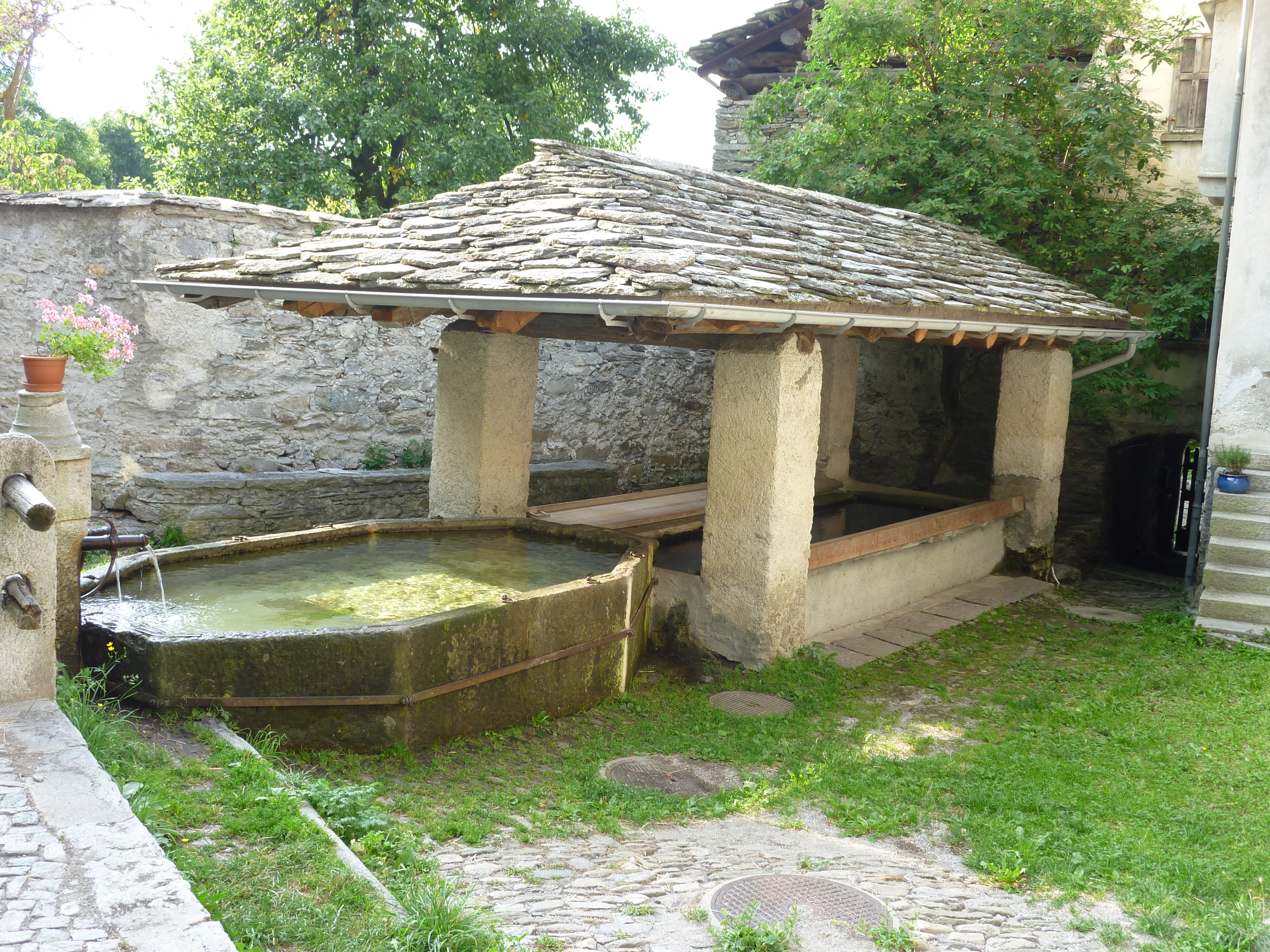
Fontein
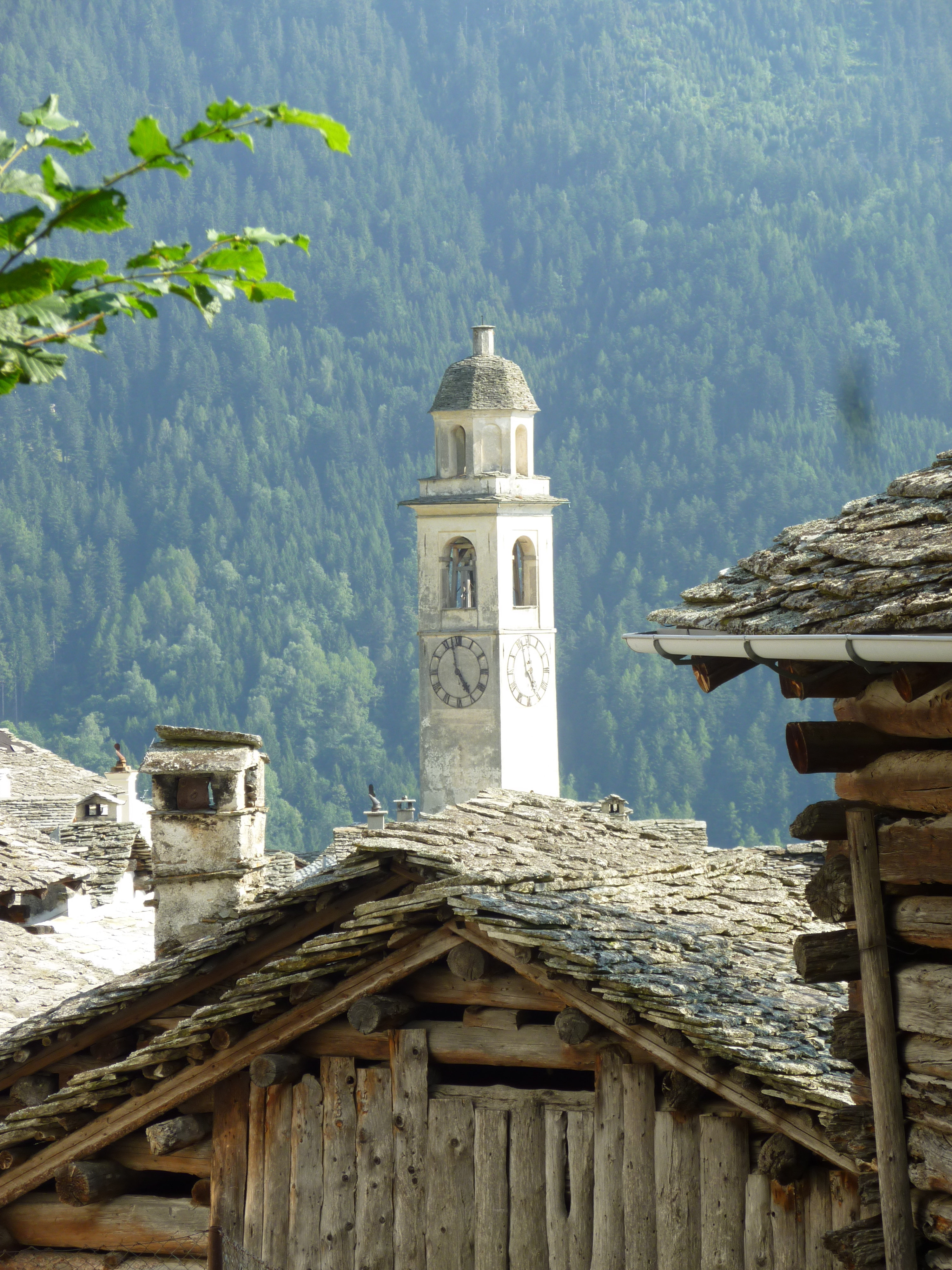
Kerktoren

- Gemeinsame Normdatei: 4194311-9
- Historisch woordenboek van Zwitserland: 001534
- Library of Congress Control Number: n84185902
- Nationale Bibliotheek van Israël: 987007555480805171
- Virtual International Authority File: 132577833
- WorldCat: E39PBJpYCpWFpd7Pv747yGDDv3